# Muchawiec (dopływ Bugu)
Muchawiec (biał. Мухавец) – rzeka na Białorusi, prawostronny dopływ Bugu.
Długość rzeki to około 113 km, powierzchnia dorzecza – 6350 km². Zaczyna się w Prużanie z połączenia rzeki Mucha i kanału Wiec. Dalej płynie po Polesiu, między innymi przez Kobryń, Żabinkę, Brześć, by wpaść do Bugu poniżej twierdzy brzeskiej.
Rzeka połączona jest Kanałem Królewskim z Piną, dopływem Prypeci, co stwarza możliwość żeglugi z Bałtyku, poprzez Wisłę, Bug, Muchawiec, Pinę, Prypeć i Dniepr do Morza Czarnego.

## Większe dopływy
- Prawe: Dachłówka, Żabinka
- Lewe: Trościanica, Osipówka, Ryta, Kamionka.